# Leucospis ventricosa
Leucospis ventricosa  (лат.) — вид паразитических наездников рода Leucospis из семейства Leucospidae (Chalcidoidea, отряд Перепончатокрылые насекомые).

## Распространение
Филиппины.

## Описание
Относительно крупные хальцидоидные наездники, длина 13 мм. Основная окраска чёрная (брюшко красноватое), с несколькими яркими жёлтыми отметинами на скапусе усика, груди, ногах.  Крылья затемнённые. 
Пронотум поперечно выпуклый. 
Задние ноги с утолщенными и сильно изогнутыми бедрами и голенями. Усики 13-члениковые. Нижнечелюстные щупики 4-члениковые, нижнегубные щупики состоят из 3 сегментов.

## Биология
Отмечены в августе. Предположительно, как и другие виды своего рода, эктопаразитоиды пчелиных Apoidea.

## Систематика
Включён в состав видовой группы Leucospis elegans. Впервые описан в 1974 году британским гименоптерологом чешского происхождения Зденеком Боучеком (Zdenĕk Bouček, 1924-2011). 